# Hans de Suabia

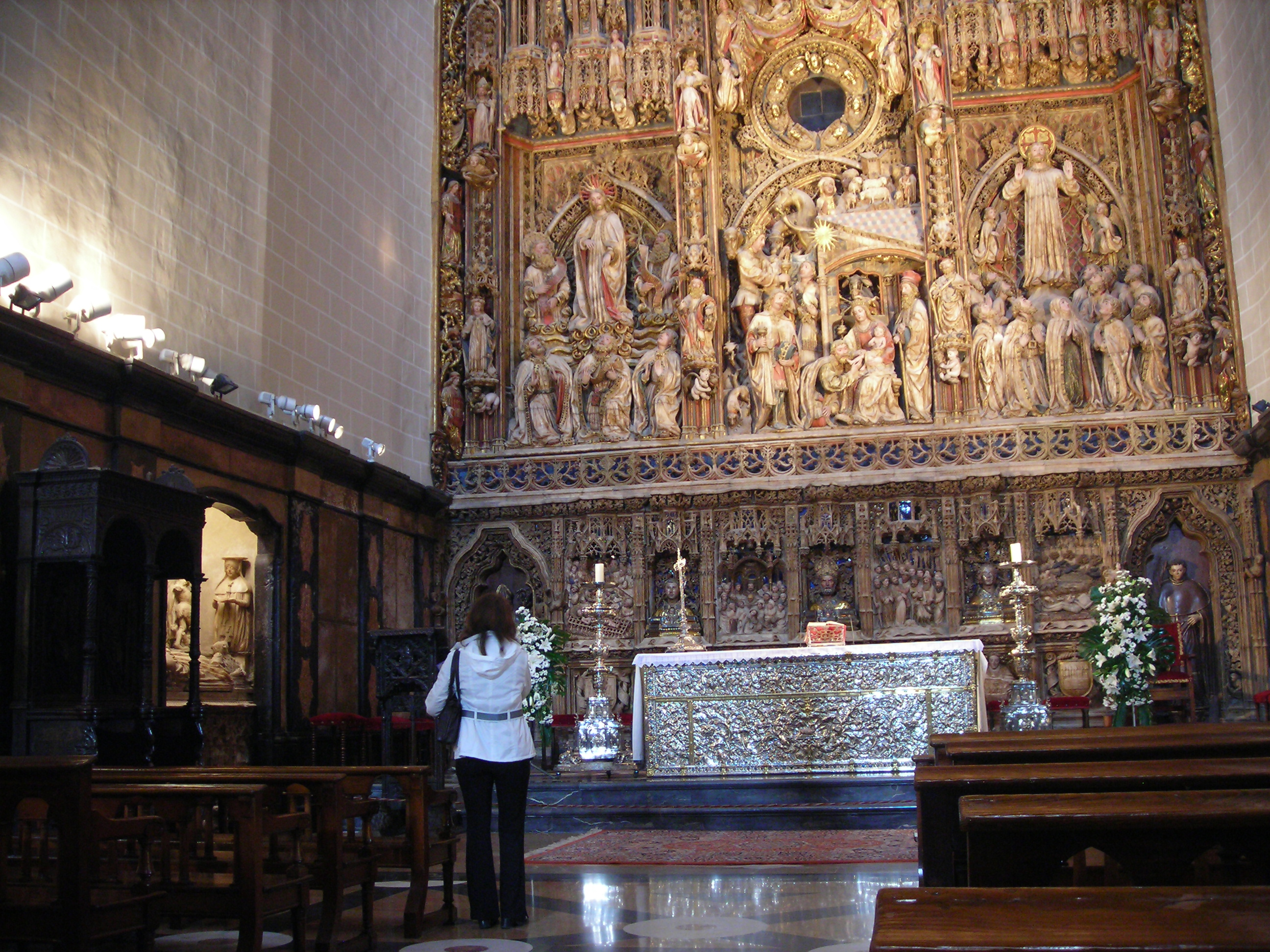
Retablo mayor de La Seo.

Hans Peter Danzer, también llamado Hans de Suabia, Hans von Gmünd, Ans Piet Danso y Ans Piet d'Anso, nacido en Schwäbisch Gmünd (distrito de Ostalb, estado federado de Baden-Wurtemberg, Alemania) y atestiguado entre 1467 y 1483, fue un escultor activo en España. 
El cabildo catedralicio de Zaragoza le encarga dos trabajos en 1467 y 1473, entre ellos el retablo mayor de la catedral del Salvador La Seo.
El geógrafo de Núremberg Hieronymus Münzer nos informa de su origen: Almanus ex Gmunda suevie y alaba el retablo mayor de la catedral diciendo que no hay ningún otro trabajo en alabastro más exquisito en toda España.